# Gällivare flygplats
Gällivare flygplats, ibland kallad Lapland Airport (IATA: GEV, ICAO: ESNG) är en regional flygplats och ligger cirka en mil öster om tätorten Gällivare. Flygplatsen används främst för reguljär passagerartrafik, post-, frakt-, helikopter- och privatflyg. Den reguljära flygtrafiken bedrivs av flygbolaget PopulAir.

## Historia
Ursprunget till flygplatsen var flygfältet Kavaheden som byggdes under andra världskriget. Kavaheden var ett militärt flygfält med tre rullbanor i triangel, vardera med en längd på 800 meter. Inför starten av reguljär flygtrafik 1971 förlängdes den enda kvarvarande banan till 1 350 meter. I mitten av 1980-talet förlängdes banan ytterligare och är numera 1 714 meter. I slutet på 1980-talet breddades rullbanan och fick den nuvarande bredden på 45 meter. Den nya stationsbyggnaden färdigställdes 1994. 
Gällivare kommun startade 2009 en utbyggnad av Lapland Airport som bland annat innefattade en ny hangar. För att hangaren skulle få plats måste en flyttning av tillfartsvägen till flygplatsen ske enligt säkerhetsbestämmelserna. Man avsåg även bygga ut uppställningsytorna för flygplanen. Projektet finansierades av Gällivare kommun, Länsstyrelsen i Norrbottens län samt EU och dess regionala utvecklingsfond.

## Flygtrafik
Amapola Flyg, med varumärke populAir, opererar med Fokker 50-plan på linjen Gällivare - Kramfors - Arlanda. Fokker-50 är ett turbo-prop flygplan med plats för 50 passagerare.

## Destinationer och flygbolag
| Flygbolag            | Destinationer                  |
| -------------------- | ------------------------------ |
| Amapola - populAir   | Stockholm-Arlanda via Kramfors |
| Svenskt ambulansflyg | Hela Sverige                   |
| Zimex Aviation       | Postflyg                       |

Kommunhuvudorter som betjänas av Gällivare Lapland Airport har följande vägavstånd:
- Gällivare 9 km
- Jokkmokk 101 km
- Pajala 143 km

## Tidigare flygbolag
Gällivare Flygplats har genom åren trafikerats av flera olika flygbolag såsom Swedair, Linjeflyg, SAS, Transwede, Nordic East, Skyways, D.A.T, Direktflyg, Swedline, samt Nordic Airways, Nextjet, Estonian Air, Nordica Xfly,

## Flygbolag som opererat för bolagen
Astra Airlines, Aviro Air, Carpatair, D.A.T, D.O.T, Voyageur Aviation, Jump air, Gulf Air, Marathon Airlines